# Ovansjö
Ovansjö is een plaats in de gemeente Ånge in het landschap Medelpad en de provincie Västernorrlands län in Zweden. De plaats heeft 66 inwoners (2005) en een oppervlakte van 27 hectare.